# Follmanniella
Follmanniella is een monotypisch geslacht van schimmels in de familie Roccellaceae. Het bevat alleen de soort Follmanniella scutellata.